# Emilio Castro
Emilio Oscar Castro (Tucumán, 1910 – 1988) è stato un calciatore argentino, di ruolo attaccante.

## Caratteristiche tecniche
Giocava come centravanti.

## Carriera

### Club
Castro esordì in prima squadra con il Banfield a 17 anni: la sua prima partita in massima serie argentina fu Banfield-Sportivo Buenos Aires, giocata il 3 luglio 1927 e valida per la 16ª giornata della Primera División. Segnò il primo gol nel turno seguente, contro l'Argentino de Quilmes, portando il risultato sull'1-1 al 70º. Al termine della competizione aveva ottenuto 16 presenze con 6 reti; questo risultato gli permise di diventare il centravanti titolare del Banfield nel campionato 1928: in 35 partite realizzò 22 gol. Nel Concurso Estímulo 1929 giocò 14 incontri, segnando 6 volte, e nel 1930 fu ancora utilizzato per 35 gare, riuscendo a mettere a referto 20 marcature. Nel campionato 1931, il primo professionistico in Argentina, passò al River Plate, con cui giocò 18 partite, realizzando 16 gol; fu pertanto il miglior realizzatore del club in quella stagione. Nel 1936 passò al Gimnasia La Plata, dove debuttò il 16 agosto e giocò l'ultima gara il 22 novembre.

### Nazionale
Castro esordì in Nazionale il 19 aprile 1931, contro il Paraguay ad Asunción. Il 9 luglio dello stesso anno disputò la Copa Rosa Chevallier Boutell a Buenos Aires, sempre contro il Paraguay, segnando una doppietta. Giocò poi altre tre partite con l'Argentina, tutte contro il Paraguay ad Asunción: il 18, 22 e 25 settembre 1931.

## Statistiche

### Cronologia presenze e reti in nazionale
| Cronologia completa delle presenze e delle reti in nazionale ― Argentina | Cronologia completa delle presenze e delle reti in nazionale ― Argentina | Cronologia completa delle presenze e delle reti in nazionale ― Argentina | Cronologia completa delle presenze e delle reti in nazionale ― Argentina | Cronologia completa delle presenze e delle reti in nazionale ― Argentina | Cronologia completa delle presenze e delle reti in nazionale ― Argentina | Cronologia completa delle presenze e delle reti in nazionale ― Argentina | Cronologia completa delle presenze e delle reti in nazionale ― Argentina |
| Data                                                                     | Città                                                                    | In casa                                                                  | Risultato                                                                | Ospiti                                                                   | Competizione                                                             | Reti                                                                     | Note                                                                     |
| ------------------------------------------------------------------------ | ------------------------------------------------------------------------ | ------------------------------------------------------------------------ | ------------------------------------------------------------------------ | ------------------------------------------------------------------------ | ------------------------------------------------------------------------ | ------------------------------------------------------------------------ | ------------------------------------------------------------------------ |
| 19/04/1931                                                               | Asunción                                                                 | Paraguay                                                                 | 1 – 1                                                                    | Argentina                                                                | Amichevole                                                               | 0                                                                        |                                                                          |
| 09/07/1931                                                               | Buenos Aires                                                             | Argentina                                                                | 3 – 1                                                                    | Paraguay                                                                 | Copa Rosa Chevallier Boutell                                             | 2                                                                        |                                                                          |
| 18/09/1931                                                               | Asunción                                                                 | Paraguay                                                                 | 0 – 1                                                                    | Argentina                                                                | Amichevole                                                               | 0                                                                        |                                                                          |
| 22/09/1931                                                               | Asunción                                                                 | Paraguay                                                                 | 1 – 5                                                                    | Argentina                                                                | Amichevole                                                               | ?                                                                        |                                                                          |
| 25/09/1931                                                               | Asunción                                                                 | Paraguay                                                                 | 1 – 1                                                                    | Argentina                                                                | Amichevole                                                               | ?                                                                        |                                                                          |
| Totale                                                                   |                                                                          | Presenze                                                                 | 5                                                                        |                                                                          | Reti                                                                     | 5                                                                        |                                                                          |

## Palmarès

### Club

#### Competizioni nazionali
- Campionato argentino: 1

River Plate: 1932